# Extra-muros (album)
Pour les articles homonymes, voir Extra-muros.
Albums de Gianmaria Testa
Montgolfières
(1995) Lampo
(1999)
Extra-muros est un album de Gianmaria Testa paru le 3 octobre 1996 sur le label Tôt ou tard réédité sur le label Le Chant du Monde en octobre 2005.

## Liste des titres de l'album
1. Per accompagnarti
2. Un po' di la' del mare
3. Come un america
4. Cavalli di frisia
5. Il mio gallo
6. Joking Lady
7. Il viaggio
8. Via da quest'avventura
9. La ca sla colin-a
10. Un altra citta
11. Extra muros
12. Canto